# Epidendrum caligarium
Epidendrum caligarium är en orkidéart som beskrevs av Heinrich Gustav Reichenbach. Epidendrum caligarium ingår i släktet Epidendrum och familjen orkidéer. Inga underarter finns listade i Catalogue of Life.